# Бракка
Бра́кка (итал. Bracca) — коммуна в Италии, располагается в регионе Ломбардия, в провинции Бергамо.
Население составляет 755 человек (2008 г.), плотность населения составляет 151 чел./км². Занимает площадь 5 км². Почтовый индекс — 24010. Телефонный код — 0345.
Покровителем коммуны почитается святой апостол Андрей Первозванный, празднование 30 ноября.

## Демография
Динамика населения:

## Администрация коммуны
- Официальный сайт: http://www.comune.bracca.bg.it/